# Warren Davis (actor)

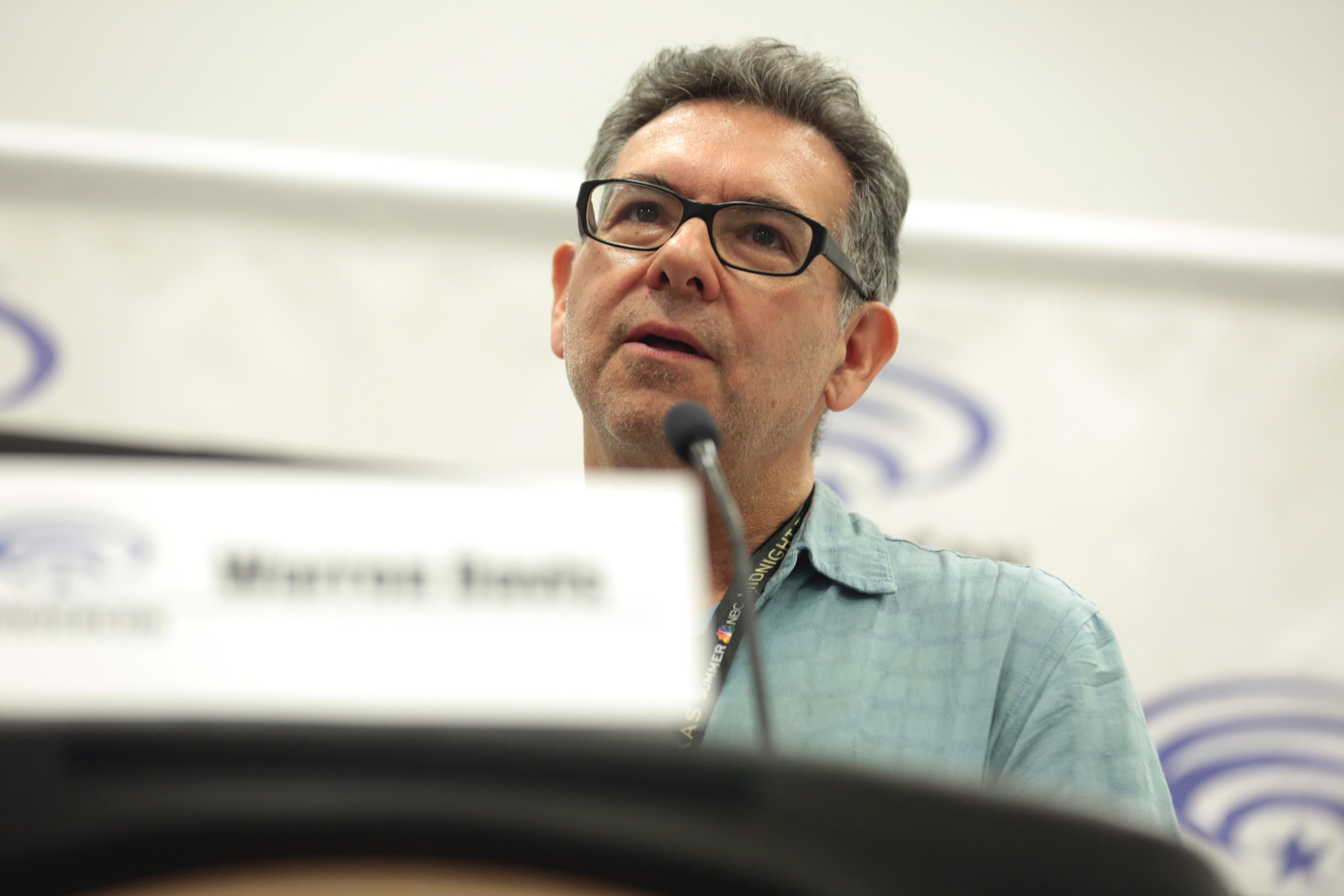

Warren Davis es un actor y programador de videojuegos estadounidense. Fue programador para la compañía de arcades Gottlieb, creador del juego Q*bert, entre otros.
Davis desarrolló el sistema de digitalización de vídeo que se utilizó en los videojuegos Williams/Midway desde la década de 1980 hasta mediados de los 90. Esto permitió grabar actores en vivo frente a una pantalla azul, y luego colocar las imágenes en el juego. Entre los juegos que utilizan esta tecnología se incluyen Narc, Mortal Kombat, la serie NBA Jam, Terminator 2, Revolution X, y otros.
Como actor, Davis se ha presentado como personaje secundario en series de televisión, incluyendo House M. D. y Criminal Minds. También actuó en la película independiente Yesterday Was a Lie.